# Чемберс, Уиттекер
Уиттекер Чемберс (англ. Whittaker Chambers; урожд. Джей Вивиан Чемберс; 1 апреля 1901, Филадельфия — 9 июля 1961, Вестминстер, Мэриленд), американский писатель и журналист. Чемберс состоял в рядах Коммунистической партии США (с 1925 г.) и был агентом советской разведки (1932—1938). После выхода из партии он стал активным антикоммунистом. Чемберс работал в журнале «Time» (1939—1948) и некоторое время занимал пост старшего редактора в журнале «Нэшнл Ревью» (1957—1959). В 1948 году Чемберс выдал высокопоставленного сотрудника государственного департамента США Элджера Хисса, который, по его утверждению, был советским шпионом. Свою жизнь он описал в книге мемуаров «Свидетель» (Witness), которая была издана в 1952 г. В 1984 г. президент США Рональд Рейган удостоил его высшей награды США для гражданских лиц — Президентской медалью Свободы.

## Ранние годы
Уиттекер Чемберс родился в Филадельфии, штат Пенсильвания. Его родители, Джей Чемберс и Лаха (Уиттекер) в 1904 г. переехали в Линбрук (Лонг-Айленд, Нью-Йорк), где он провёл своё детство и пошёл в школу. В автобиографическом романе Чемберс описывает беспокойное детство, развод родителей и необходимость заботиться о психически больной бабушке. Его отец был скрытым гомосексуалистом и жестоко избивал мать, которая была глубоким невротиком. Брат Чемберса покончил с собой вскоре после окончания первого курса колледжа. Чемберс писал, что самоубийство брата было одной из причин его увлечения коммунизмом. По его словам, коммунизм «в противовес этому умирающему миру предложил нечто энергичное, сильное, одухотворённое, что-то для чего стоило жить, и ради чего умереть».
В 1919 году после окончания средней школы в Роквиле, Чемберс работал в Вашингтоне и Новом Орлеане, ненадолго задержался в Уильямс-колледже, а затем поступил в Колумбийский колледж Колумбийского университета. В университете вместе с ним учились Мейер Шапиро, Франк С. Хоган, Герберт Солоу, Луи Жукофски, Клифтон Фадиман, Эллиотт В. Белл, Джон Гасснер, Триллинг (который позже стал прототипом главного героя романа Чемберса «Середина путешествия» (англ. The Middle of the Journey)) и Гай Эндор. В интеллектуальной среде Колумбийского университета он пользовался уважением и имел достаточно друзей. Его преподаватели и сокурсники считали его талантливым автором и полагали, что он мог бы стать крупным поэтом или романистом.
На втором курсе Чемберс присоединился к студенческому поэтическому обществу Boar’s Head Society и написал пьесу под названием «Спектакль для марионеток» (англ. A Play for Puppets) для литературного журнала Колумбии «Морнингсайд», где сам был редактором. Многие студенты и преподаватели посчитали пьесу кощунственной, и скандал дошёл до газет Нью-Йорка. Позже пьеса будет использована против Чемберса на судебном разбирательстве против Э. Хисса. Обескураженный полемикой, Чемберс покинул Колумбийский университет в 1925 году. Одним из его приятелей по университету был Исайя Оггинс, который за несколько лет до этого начал работать на советскую разведку. Жена Чемберса также была знакома с Нермой Берман Оггинс, женой Исайи Оггинса, по совместному обучению в Школе социальных наук Рэнд, деятельности в женском «Международном союзе трудящихся по пошиву одежды» (ILGWU) и политическом журнале The World Tomorrow.

## Коммунистическая и разведывательная деятельность
В 1924 году Чемберс прочитал работу В. И. Ленина «Очередные задачи Советской власти», которая произвела на него сильное впечатление. Как он писал позднее, ему открылось, что неблагополучный характер его семьи отражает «в миниатюре весь кризис среднего класса» — болезнь, от которой коммунизм обещал освобождение. Биограф Чемберса Сэм Тэненхос писал, что авторитаризм Ленина был «именно тем, что привлекало Чемберса… Он наконец нашёл свою церковь», то есть стал марксистом.
В 1925 году Чемберс вступил в Коммунистическую партию США (с 1921 по 1929 г. носившую название Рабочая партия Америки). Чемберс писал и редактировал статьи для коммунистических изданий, в том числе газет Daily Worker и The Masses. Искренней преданностью коммунистическим идеалам проникнуты его короткие рассказы, которые Чемберс написал в 1931 году. С присущим ему литературным талантом Чемберс пишет о пролетарском труде и восстании. Его рассказ «Можете ли вы понять их голоса?» (англ. Can You Make Out Their Voices?) был признан критиками одним из лучших образцов художественной литературы американского коммунистического движения. Хэлли Фланаган адаптировал его для пьесы «Слышите их голоса?» (англ. Can You Hear Their Voices?). Пьеса обошла многие театральные подмостки США и других стран. В это же время Чемберс занимался переводами, в частности переведя на английский язык роман Феликса Зальтена «Бэмби. Жизнь в лесу», вышедший в оригинале в 1923 году. Чемберс вышел на короткое время из партии в связи с делом Джея Лавстона, но вскоре вернулся в ее ряды. Окончательно покинув ряды КП США после московских политических процессов.

### Группа Уэра
Чемберс присоединился к «коммунистическому подполью» и стал шпионом, работающим на ГРУ. Во главе резидентуры стоял Александр Улановский (кодовое имя Ульрих). Позже его связным стал Йозеф Петерс. Чемберс утверждал, что Петерс познакомил его с Харольдом Уэром (хотя позже тот отрицал свою связь с его группой), главой коммунистической подпольной организации «Группа Уэра» (англ. Ware Group). Почти все участники группы работали в администрации Франклина Рузвельта. Кодовым именем Чемберса в 1930-х гг. было «Карл».
Чемберс организовывал работу ячейки в Вашингтоне, а также был курьером по доставке документации между Нью-Йорком и Вашингтоном. Документы попадали в руки Борису Букову, который возглавлял разведуправление ГРУ в США.

### Разрыв с коммунистами
Чемберс продолжал работу на советскую разведку с 1932 до 1937 или даже до 1938 года, когда он начал испытывать сомнения в правильности своих коммунистических убеждений, так как был встревожен политикой «Сталина, в частности — Большим террором», начавшимся в 1936 году. После убийства Игнатия Рейсса, высокопоставленного советского разведчика, порвавшего со Сталиным и оставшегося во Франции, Чемберс начал опасаться и за свою жизнь. Также его напугало исчезновение друга и коллеги Джульетты Пойнтц, которая пропала без вести в 1937 году в США, вскоре после того как посетила Москву, вернувшись оттуда разочарованной в коммунистических идеалах из-за политики «Большого террора». От самого Чемберса также несколько раз требовали приехать в Москву, но он отказался это сделать, опасаясь за свою жизнь. В это время он начал скрывать документы, которые получал от своих источников, планируя использовать их, вместе с микрофильмами и фотографиями документов, для предотвращения возможного нападения советских агентов на него и членов его семьи.
В 1938 году Чемберс порвал с коммунизмом и спрятал свою семью в доме племянника и его родителей. Изначально у него не было никаких планов относительно разглашения властям США своей шпионской деятельности. Шпионские контактные лица были его друзьями, и у него не было ни малейшего желания сообщать о них.
Писатель Дэниел Оппенгеймер отмечает, что Чемберс заменил свою страсть к коммунизму на страсть к Богу. Чемберс видел мир в чёрно-белых тонах и до своего бегства из партии, и после. В автобиографии он говорил о преданности идеям коммунизма как о причине жить, но после выхода из партии расценивал свою помощь СССР как «абсолютное зло».

### Встреча в особняке Вудли
Подписанный 23 августа 1939 года Договор о ненападении между СССР и Германией вынудил Чемберса выступить против Советского Союза. В сентябре 1939 года Чемберс и американский журналист Левин, уроженец России, по настоянию последнего встретились с заместителем госсекретаря США Адольфом Берли. Также состоялась встреча с Вальтером Кривицким, советским невозвращенцем, который к тому времени информировал американские и британские власти о советских агентах, которые занимают посты в правительствах этих стран. Кривицкий убедил Чемберса раскрыть их имена. Чемберс согласился на сотрудничество в обмен на иммунитет от судебного преследования. Встреча проходила в доме А. Берли в особняке Вудли в Вашингтоне. На ней Чемберс назвал 18 действовавших и бывших государственных служащих (т. н. Группа Уэра), которые были советскими агентами либо сочувствовали коммунистам. Многие из названных агентов занимали незначительные должности или уже находились под наблюдением. Однако в списке были и значительные имена: Элджер Хисс и его брат Дональд Хисс, Лоуренс Дагган, бывшие в то время уважаемыми чиновниками среднего звена в Государственном департаменте, а также Локлин Карри — специальный помощник Ф. Рузвельта. Ещё один человек из списка работал в сверхсекретном проекте на Абердинском испытательном полигоне. Среди названных фамилий были сотрудники Государственного департамента, Министерства финансов, патентного бюро и Абердинского испытательного полигона. Полученная от Чемберса информация свидетельствовала о том, что советскими спецслужбами в Америке создана развитая подпольная агентурная сеть.
Берли с подозрением отнесся к информации, которую получил от Чемберса. Он сообщил о ней в Белый дом, но президент подверг её сомнению, да и сам Берли не сделал ничего, чтобы снять сомнения. Однако Берли сохранил свои заметки, которые были использованы позднее для разоблачения Хисса.
В марте 1940 года Берли передал информацию, полученную от Чемберса, в Федеральное бюро расследований (ФБР), а в феврале 1941 г. Кривицкий был найден мертвым в своём гостиничном номере. Хотя полиция говорила о самоубийстве, было широко распространено предположение, что Кривицкий был убит советской разведкой. Обеспокоенный тем, что Советский Союз может попытаться убить Чемберса, Берли снова информировал ФБР о своём разговоре с ним. Тем не менее, ФБР не предприняло никаких немедленных действий. Политика США рассматривала потенциальную угрозу со стороны СССР как незначительную, по сравнению с угрозой со стороны Третьего рейха. ФБР дважды допрашивало Чемберса — в мае 1942 и в июне 1945 года; после обоих допросов его отпускали на волю. Только в ноябре 1945 года, когда Элизабет Бентли подтвердила большую часть информации, полученной от Чемберса, ФБР начало воспринимать его показания всерьез.

## Работа в журнале «Тайм»
К моменту встречи с А. Берли У. Чемберс уже год не состоял в подпольной организации и с апреля 1939 года являлся сотрудником журнала «Тайм». Ему принадлежит статья по теме номера о последней книге Джеймса Джойса «Поминки по Финнегану» («Тайм», 8 мая 1939 г.).
Свою карьеру журналиста Чемберс начал с обзоров литературы и фильмов, которые печатались на последних полосах журнала. Он писал рецензии в соавторстве сначала с Джеймсом Эйджи, а затем с Кальвином Фиксом. После смерти Фикса в октябре 1942 года новым соавтором Чемберса стал Уайлдер Хобсон. Также Чемберс был в то время редактором раздела «Искусство и развлечения»; при нём в журнале сотрудничали романист Найджел Деннис, будущий редактор книжного обозрения в «Нью-Йорк Таймс» Харви Брейт, поэты Говард Мосс и Уэлдон Киис.
В это время развернулась горячая полемика, предметом которой была политика Чан Кайши в Китае. Теодор Уайт и Ричард Лаутербах обвиняли режим Чан Кайши в элитарности и коррупции и выступали за более тесное сотрудничество с Красной армией Мао Цзэдуна в борьбе против японского империализма. Им противостоял Уиттекер Чемберс с группой коллег, среди которых был Вилли Шламм; они поддерживали политику Чан Кайши и придерживались антикоммунистических позиций (к ним позже присоединился Уильям Бакли, будущий издатель журнала «Нэшнл Ревью»). Основатель «Тайм» Генри Люс, который вырос в Китае и был личным другом Чан-Кайши и его жены, решительно встал на сторону Чемберса. Такие действие вынудили Уайта подать жалобу на то, что его статьи подвергаются цензуре и часть информации замалчивается. Результатом стал уход Уайта из журнала вскоре после войны . С благословения Льюиса Чемберс в сентябре 1943 г. получил пост главного редактора, а в декабре вошёл в группу, которая определяла политику журнала.
Чемберс и его близкие коллеги, сотрудники журнала 1930-х годов, смогли поднять «Тайм» на уровень «интеллектуально образующего» журнала, как назовёт его историк Роберт Вандерлен.
Писатель и журналист Джон Херси, сотрудничавший с «Тайм», так описал это время:
Время было интересное; редактор Том Мэтьюс собрал блестящую группу авторов, в том числе Джеймса Эйджи, Роберта Фицджеральда, Уиттекера Чемберса, Роберта Кантвеллу, Луи Кроненбергера и Кальвина Фикса… Они были великолепны. Стиль «Тайм» был ещё очень сумбурным… но даже как неофит, писавший для одной из рубрик журнале, я могу сказать, что каждый из этих авторов имел свой уникальный голос.
К началу 1948 года Чемберс стал одним из самых известных писателей-редакторов своего времени. Несомненный успех имели его жесткие, язвительные статьи, такие как статья «Призраки на крыше» (5 марта 1945 года) о Ялтинской конференции (участником которой был Э. Хисс). Затем последовали блестящие статьи, иллюстрации к которым располагались на обложке, — про Мариан Андерсон (30 декабря 1946 года), Арнольда Дж. Тойнби, Ребекку Вест и Рейнхольда Нибура. Статьи оказались настолько популярными, что редакция журнала нарушила своё правило об анонимности заглавной статьи и ответила на многочисленные письма читателей:
Большинство историй «Тайм» для обложки написаны и отредактированы штатными сотрудниками журнала. Некоторые истории с обложки, написание которых представляло особую трудность или требовало специального литературного мастерства, написаны старшим редактором Уиттекером Чемберсом.

## Чемберс и дело Хисса
Уиттекер Чемберс был на пике своей карьеры, когда началось дело Хисса. 3 августа 1948 г. он был вызван для дачи показаний перед комитетом Палаты представителей по антиамериканской деятельности. Здесь он назвал имена лиц, которые, по его словам, были частью подпольной «группы Уэра» в конце 1930-х годов, в их числе был назван Элджер Хисс. Таким образом, он в очередной раз подтвердил, что Хисс был членом коммунистической партии, но ещё не заявил о его шпионской деятельности. На следующих заседаниях Э.Хисс выступал в качестве свидетеля и отрицал, что он знал кого бы то ни было по фамилии Чемберс, но увидев его лично (и после того, как стало ясно, что Чемберс знал подробности о жизни Хисса), заявил, что был знаком с Чемберсом как с «Джорджем Кросли». Тем не менее, Хисс отрицал, что он когда-либо был коммунистом. По причине того, что Чемберс так и не представил доказательств, комитет первоначально был склонён поверить Хиссу. 17 ноября Чемберс в присутствии конгрессменов, в том числе молодого сотрудника комитета Ричарда Никсона, передал материалы, полученные от Хисса десять лет назад. Участие в расследовании принесло Никсону общенациональную известность, в своих мемуарах «Шесть кризисов» первым из шести наиболее важных событий на момент написания книги (1962 г.) он назвал дело Хисса.

### «Отвлекающий манёвр»
Страна быстро разделилась по вопросу Хисс−Чемберс. Президент Гарри Трумэн не был в восторге от того, что Хисс, активный участник проведения в жизнь рузвельтовского «Нового курса», обвиняется в шпионаже. Поэтому Трумэн назвал обвинения Чемберса «отвлекающим манёвром» и закрыл дело.

### «Тыквенные бумаги»
8 октября 1948 года Э. Хисс подал на Чемберса иск о клевете на сумму 75000 долларов. Именно тогда под давлением со стороны адвокатов Хисса У. Чемберс был вынужден предоставить доказательства шпионской деятельности Хисса. Материалы, которые Чемберс предоставил в суд в качестве доказательств, содержали в себе четыре записки, написанные рукой Хисса, шестьдесят пять машинописных копий документов Государственного департамента и пять микрофильмов, содержавших фотографии документов Государственного департамента. Пресса назвала их «тыквенными бумагами», так как Чемберс прятал материалы в выдолбленной тыкве. Эти документы доказывали, что Хисс встречался с Чемберсом после сентября 1936 года, в то время как Хисс показал, что это был последний раз, когда он видел «Кросли». Кроме того, бумаги ясно доказывали причастность Хисса к работе на советскую разведку. Чемберс объяснил свою задержку в предоставлении этих доказательств желанием уберечь старого друга от больших проблем. При этом до октября 1948 года Чемберс ни разу не обвинил Хисса в шпионаже, даже под присягой, будучи вынужденным давать показания в вышеназванном деле о клевете. Это дало основание уличить Чемберса в лжесвидетельстве, что значительно снизило его авторитет в глазах критиков.
Пять рулонов 35-миллиметровой плёнки, содержавшей материалы «тыквенных бумаг», до конца 1974 года находились в секретных архивах. В 1975 году независимый исследователь Стивен Салант, экономист из Университета штата Мичиган, подал в суд на Министерство юстиции США, когда ему было отказано в просьбе о доступе к этим документам. 31 июля 1975 года в результате судебного процесса и последующей деятельности по другим искам Министерство юстиции выдало копии «тыквенных бумаг», использовавшихся для осуждения Хисса. Один рулон плёнки оказался совершенно пустым из-за неудачной проявки, два других содержали слабо разборчивые копии неклассифицированных документов Военно-морского министерства, относящиеся к таким незначительным предметам, как спасательные плоты и огнетушители, а остальные два представляли собой фотографии документов Госдепартамента, в которых содержалась информация об американо-германских отношениях конца 1930-х годов.
Эта история, как писала «Нью-Йорк Таймс» в 1970-е годы, содержит только часть правды. Пустой рулон упоминается Чемберсом в автобиографии «Свидетель». Кроме безобидных хозяйственных отчётов, этот микрофильм содержал конфиденциальные шифрованные сообщения американских посольств в Госдепартамент. Хисс перевёл их, что позволяло советской разведке, которая (предположительно) имела доступ к зашифрованным оригиналам, раскрыть использовавшийся шифр.

### Лжесвидетельство Хисса
Хисс не мог быть осуждён за шпионаж из-за истечения срока давности — в то время для подобных преступлений он составлял 10 лет. Вместо этого Хиссу было предъявлено обвинение по двум пунктам в даче ложных показаний перед федеральным большим жюри. Тогда он отрицал, что передавал документы У. Чемберсу, и показал, что он не видел Чемберса после середины 1936 года.
Хисс был дважды судим за дачу ложных показаний. Первый судебный процесс в июне 1949 года закончился ничем, так как присяжные зашли в тупик. В дополнение к показаниям Чемберса правительственный эксперт показал, что другие документы, напечатанные на машинке, принадлежали семейству Хисса и соответствовали секретным документам, предоставленным Чемберсом. На стороне Хисса выступали два судьи Верховного суда США Феликс Франкфуртер и Стэнли Рид, бывший кандидат в президенты от Демократической партии Джон Дэвис и будущий кандидат в президенты от той же партии Эдлай Стивенсон. Чемберс подвергся нападению со стороны адвокатов Хисса как «враг Республики, неверующий в Бога и хулящий Христа, не уважающий супружество и материнство». Во втором заседании защита Хисса пригласила психиатра, который охарактеризовал Чемберса как «психопата» и «патологического лжеца». Второй судебный процесс завершился в январе 1950 г. Хисс был признан виновным по обоим пунктам обвинения в даче ложных показаний. Он был приговорён к пяти годам лишения свободы.
В декабре 1948 года Чемберс ушёл в отставку с поста главного редактора «Time». С начала процесса над Хиссом он написал всего несколько статей для журналов «Fortune», «Life» и «Look».

## Книга «Свидетель»
В 1952 г. книга Чемберса «Свидетель» была опубликована и получила широкое признание. Книга представляет собой сочетание автобиографии и предупреждение об опасности коммунизма. Артур Шлезингер-младший назвал её «сильной книгой». Рональд Рейган говорил, что она вдохновила его на преобразования — от новой демократии к консервативной республике. Более года «Свидетель» была бестселлером и помогла погасить судебные издержки Чемберса, хотя счета задерживались («как Одиссея одолевали призраки»).

## Работа в «Нэшнл Ревью»
В 1955 г. Уильям Бакли-младший начал выпуск журнала «Нэшнл Ревью» и пригласил Чемберса быть старшим редактором. На этой должности он публиковал статьи более полутора лет (октябрь 1957 г. — июнь 1959 г.). Наиболее широко цитируемой была едкая статья-рецензия «Большая сестра следит за тобой» на книгу «Айн Рэнд Атлант расправил плечи».
В 1959 г. после ухода из журнала Чемберс и его жена посетили Европу. Кульминацией поездки стала встреча с Артуром Кёстлером и Маргарет Бубер-Нойман в доме Кестлера в Австрии. Осенью того же года он возобновил учёбу, изучая языки в Макдэниел-колледже в Вестминстере, штат Мэриленд.

## Личная жизнь
В 1930 или 1931 году Чемберс женился на молодой художнице Эстер Шемитс (1900—1986), которая училась в художественной школе «Лига студентов-художников» и была известна в интеллектуальных кругах Нью-Йорка. Они познакомились в 1926 году во время забастовки работников текстильной промышленности в Пассейике (штат Нью-Джерси). Чемберс ухаживал за будущей женой со всей страстью, чем вызвал недовольство своих товарищей. Чтобы сделать предложение, он забрался в окно невесты в пять утра. Шемитс говорила о себе, что она «пацифист, а не революционер». В 1920-е годы она работала в пацифистском журнале «The World Tomorrow».
В 1930-х годах у них уже было двое детей, Эллен и Джон. Коммунистическое руководство требовало от своих сотрудников не заводить детей, но как и многие другие Чемберс проигнорировал это требование. Подобные вещи послужили дополнительным поводом удалиться от партийных дел и разочароваться в коммунизме.
Чемберс умер от сердечного приступа 9 июля 1961 года на своей ферме в Вестминстере (штат Мэриленд). Он страдал от стенокардии и ранее перенёс несколько сердечных приступов.
Его второй автобиографический роман «Холодная пятница» (Cold Friday) был опубликован посмертно в 1964 году Дунканом Нортоном-Тейлором. Книга пророчески предсказала, что падение коммунизма начнётся в государствах-сателлитах, окружающих Советский Союз в Восточной Европе.
Переписка с Уильямом Ф. Бакли-младшим «Одиссея друга» (Odyssey of a Friend) была опубликована в 1968 году. Сборник его публицистики, в том числе несколько статей из «Тайм» и «Нэшнл Ревью», был опубликован в 1989 году под названием «Призраки на крыше: избранные публикации Уиттекера Чемберса».

### Духовный путь
С начала 1940-х годов У. Чемберс посещал епископальную церковь. В 1943 году Чемберс и члены его семьи становятся квакерами. Они были активными участниками собрания Пайп-Крик (Балтиморское годовое собрание), чьи встречи происходили недалеко от их фермы в Мэриленде. В автобиографии У. Чемберс рассказывает:

Молчание квакерского молитвенного собрания продолжало достигать и неудержимо притягивать меня.
Первой квакерской книгой, которую он прочёл и которая сильно повлияла на него, был «Дневник» Джорджа Фокса.

## Награды
- 1937 г. — Орден Красной Звезды — получен за заслуги перед советской разведкой;
- 1952 г. — Почётный доктор юридических наук Колледжа Маунт-Мэри (Милуоки);
- 1953 г. — Национальная книжная премия финалиста научной литературы (за книгу «Свидетель»)[32];
- 1984 г. — Президентская медаль Свободы (за вклад в «эпическую борьбу века между свободой и тоталитаризмом»).

## Наследие
Книга Чемберса «Свидетель» присутствует в списках рекомендуемой литературы американского фонда «Наследие» (Heritage Foundation), консервативного журнала The Weekly Standard, Института лидерства и Центра культурного обновления Рассела Кирка. Она регулярно цитируется консервативными авторами, такими как президент фонда «Наследие» Эдвин Фолнер.
В 1984 г. президент Рональд Рейган посмертно наградил Чемберса Президентской медалью Свободы, за его вклад в «эпическую борьбу века между свободой и тоталитаризмом».
В 2001 г. члены администрации Джорджа Буша провели частную церемонию в честь сотой годовщины со дня рождения Чемберса. Среди выступавших был Уильям Бакли-младший.
В 2007 г. Джон Чемберс заявил о том, что в 2008 г. должна открыться библиотека с бумагами его отца на ферме Чемберсов в штате Мэриленд. Он отметил, что объект будет доступен для всех учёных. Однако, 6 января 2010 года дом Медфилд на ферме Пайп-Крик, где Уиттекер Чемберс написал «Свидетеля», серьёзно пострадала от пожара.
В 2017 г. журнал «Нэшнл ревью» учредил премию Уиттекера Чемберса.